# Шабельники (Одесская область)
Шабельники (укр. Шабельники) — село, относится к Николаевскому району Одесской области Украины.
Село Шабельники начали заселять в 1898 году крестьяне-переселенцы из с.Шабельники(теперь Черкасской области.
Население по переписи 2001 года составляло 291 человек. Почтовый индекс — 67053. Телефонный код — 8-04857. Занимает площадь 0,84 км². Код КОАТУУ — 5123585501.

## Местный совет
67052, Одесская обл., Николаевский р-н, с. Шабельники, ул. Школьная, 25